# Flugplatz Grafenwöhr

i7
i11
i13
Das Grafenwöhr Army Airfield (ICAO-Code: ETIC) ist ein Militärflugplatz in der Oberpfalz im Ort Grafenwöhr. Die US Army betreibt in unmittelbarer Nähe auch den Truppenübungsplatz Grafenwöhr. Dieser ist mit 233 km² einer der größten Truppenübungsplätze in Europa.